# Mount Hope (Westantarktika)
Mount Hope (englisch für Berg der Hoffnung, in Chile Monte Wakefield) ist ein 3239 m hoher Berg im Norden des Palmerlands bzw. im südlichen Abschnitt der Antarktischen Halbinsel. Er liegt im Zentrum der Eternity Range und ist gleichzeitig der höchste Gipfel dieses Gebirges.
Entdeckt und benannt wurde er durch den US-amerikanischen Polarforscher Lincoln Ellsworth, der das Gebiet der Eternity Range zwischen dem 21. und 23. November 1935 mehrfach überflog. Im November 1936 nahmen Teilnehmer der British Graham Land Expedition (1934–1937) unter der Leitung des australischen Polarforschers John Rymill Vermessungen vor. Rymill benannte ihn als Mount Wakefield. Widersprüche im Vergleich der Angaben zwischen Ellsworth und Rymill verhinderten in der Folge eine eindeutige Zuordnung. Erst durch weitere Untersuchungen im Rahmen der US-amerikanischen Ronne Antarctic Research Expedition (1947–1948) und durch den Falkland Islands Dependencies Survey im Jahr 1960 sowie der Abgleich mit den früheren Berichten, Karten und Fotografien ließen das Gebiet um den hier beschriebenen Berg eingrenzen. Aus Gründen der historischen Kontinuität wurde Rymills Benennung verworfen und auf das nahegelegene Wakefield Highland übertragen.
Bei den ursprünglichen Vermessungen wurde die Höhe von Mount Hope mit 2860 m angegeben. Laut 2017 veröffentlichten Untersuchungsergebnissen des British Antarctic Survey beträgt die tatsächlich Höhe 3239 m. Als Teil des Britischen Antarktis-Territoriums ist er damit inoffiziell der höchste Berg des Vereinigten Königreiches. Dieses Prädikat trug bislang Mount Jackson.